# Pandanus leram
Pandanus leram là một loài thực vật có hoa trong họ Dứa dại. Loài này được Voigt miêu tả khoa học đầu tiên năm 1845.